# Oppo Electronics
OPPO Electronics Corp. е производител на електроника, със седалище в Донггуан, Китай. Основните продуктови линии на фирмата са MP3 плейъри, портативни медиа плейъри, LCD-телевизори, четци за електронни книги, DVD/Blu-ray плейъри и мобилни телефони. Основана през 2004 г., компанията е регистрирала търговската марка Oppo в много части от света.

## Регионални подразделения
OPPO Индонезия, OPPO Тайланд, OPPO Виетнам, и OPPO Китай са на една и съща марка, но са напълно различни подразделения и проектират продукти за техните собствени регионални нужди.